# Gianfranco Contini
Pour les articles homonymes, voir Contini.
Gianfranco Contini, né à Domodossola le 4 janvier 1912 et mort à Domodossola le 1er février 1990, est un critique littéraire et philologue italien.

## Biographie
Diplômé de la faculté des lettres de Pavie en 1933, il poursuit ses études à Turin l'année suivante avec Santore Debenedetti et entre en contact avec quelques jeunes intellectuels qui seront très influents aux éditions Einaudi : Massimo Mila, Leone Ginzburg, et Giulio Einaudi lui-même. 
Contini s'installe en 1934 à Paris, où il suit les cours du médiéviste Joseph Bédier et demeure jusqu'en 1946. Il travaille ensuite pour l'Accademia della Crusca à Florence et enseigne la littérature française à Pise. C'est à cette époque qu'il commence à travailler avec Montale et à collaborer au magazine Letteratura.
En 1938, il est nommé professeur de philologie romane à l'Université de Fribourg. Après avoir enseigné à des Italiens réfugiés en Suisse pendant la guerre, il reprend son enseignement à l'université de Fribourg. En 1952, il est nommé professeur de philologie romane de la faculté d'une école d'enseignants. Il est ensuite professeur de langue et littérature espagnoles et philologie romane à la faculté des lettres de l'université de Florence, puis à l'École normale supérieure de Pise.
Il était membre de l'Académie des Lyncéens, président de la Società Dantesca Italiana et associé étranger de l'Académie des inscriptions et belles-lettres.
Il continue à écrire malgré les rumeurs de mauvaise santé. Il retourne à sa ville natale, Domodossola, en 1985 et y meurt dans la Villa San Quirico, cinq ans après. Son épouse Margaret est décédée en 2005.

## Publications

### En italien
- Dante Alighieri, Rime, à charge de G. Contini, Turin, Einaudi, 1939
- Un anno di letteratura, Florence, Le Monnier, 1942; Esercizi di lettura, Turin, Einaudi, 1974
- Poeti del Duecento, à charge de G. Contini, Milan-Naples, Ricciardi, 1960
- Letteratura dell'Italia unita 1861-1968, à charge de G. Contini, Florence, Sansoni, 1968
- Francesco De Sanctis, Scelta di scritti critici e ricordi, à charge de G. Contini, Turin, Utet, 1969
- Varianti e altra linguistica, Turin, Einaudi, 1970
- Introduction à Carlo Emilio Gadda, La cognizione del dolore, Turin, Einaudi, 1970
- Un'idea di Dante, Turin, Einaudi, 1970
- Altri esercizi (1942-71), Turin, Einaudi, 1972
- Roberto Longhi, Da Cimabue a Morandi, à charge de G. Contini, Milan, Mondadori, 1973
- Una lunga fedeltà. Studi su Eugenio Montale, Turin, Einaudi, 1974
- Letteratura italiana del Quattrocento, à charge de G. Contini, Florence, Sansoni, 1976
- Letteratura italiana delle origini, à charge de G. Contini, Florence, Sansoni, 1978
- Letteratura italiana del Risorgimento 1789-1861, à charge de G. Contini, Florence, Sansoni, 1986
- Ultimi esercizi ed elzeviri, Turin, Einaudi, 1987
- Breviario di ecdotica, Turin, Einaudi, 1990
- Poeti del Dolce Stil Novo, à charge de G. Contini, Milan, Mondadori 1991
- Racconti della Scapigliatura piemontese, à charge de G. Contini, Turin, Einaudi, 1992
- La letteratura italiana Otto-Novecento, à charge de G. Contini, Milan, Rizzoli, 1998
- Postremi esercizi ed elzeviri, Turin, Einaudi, 1998
- Poesie, a charge de Pietro Montorfani, Turin, Aragno, 2010

### En traduction française
- Italie magique : contes surréels modernes de Palazzeschi, Baldini, Lisi, Zavattini, Morovich, Moravia..., textes choisis et présentés par Gianfraco Contini, traduits par Hélène Breuleux, Paris, Éditions des Portes de France, 1946 (BNF 31965166)

## Sources
- (it) Cet article est partiellement ou en totalité issu de l’article de Wikipédia en italien intitulé « Gianfranco Contini » (voir la liste des auteurs).